# Personnages de Tomb Raider

Cet article traite des personnages mineurs et récurrents dans la série de jeux vidéo Tomb Raider.

## Jacqueline Natla
Épisodes d'apparition : Tomb Raider, Tomb Raider: Anniversary et Tomb Raider: Underworld.
Jacqueline Natla est la première antagoniste dans la série. Natla était l'un des membres du triumvirat sacré du continent perdu de l'Atlantide, ainsi que la déesse dudit continent. Néanmoins, elle a été plus tard condamnée pour un mauvais usage de ses pouvoirs, ayant entraîné la destruction du continent. Les deux autres souverains, Qualopec et Tihocan, ont alors décidé d'emprisonner la déesse atlante dans une capsule, pour l'éternité.
En 1945, pendant un test nucléaire à Los Alamos, au Nouveau-Mexique, l'explosion touche la capsule, libérant alors Natla. Elle se prénomme alors Jacqueline, et fonde sa propre compagnie Natla Technologies, utilisant ses connaissances scientifiques. Elle emploie en 1996 l'aventurière Lara Croft, pour chercher le fragment du Scion atlante de Qualopec, localisé dans sa tombe, au Pérou. Peu de temps après avoir trouvé l'artefact, Lara se fait attaquer par un autre aventurier, Larson, sous les ordres de Natla. Sachant que Natla l'a trahie, Lara se met en quête des deux autres fragments, situés en Grèce et en Égypte. Après avoir obtenu l'artefact final, Lara est prise dans une embuscade menée par Natla. La déesse vole le scion à présent totalement assemblé, et ordonne à ses hommes de tuer Lara, et quitte l'Égypte avec son bateau, en direction de l'Atlantide.
C'est à l'intérieur de la Grande Pyramide de l'Atlantide que le dessein de Natla est révélé : utiliser les pouvoirs du Scion pour créer une nouvelle race de créatures mutantes. Lara découvre le projet de Natla et essaye de détruire le Scion. Natla, pour empêcher Lara de détruire le Scion, se jette dans le vide avec Lara, les entraînant toutes les deux dans un abysse. Alors que Lara réussit à se rattraper à une paroi, Natla continue sa chute. Lara essaie de s'échapper de la pyramide et en chemin Lara rencontre à nouveau Natla qui est montré sous sa véritable apparence. Elles s'affrontent dans un combat. Lara finit par triompher de Natla, et s'échappe de la pyramide, laissant Natla à l'intérieur lorsque l'édifice explose.
Jacqueline Natla fait son retour dans Tomb Raider: Anniversary, un remake du jeu original Tomb Raider, développé par Crystal Dynamics. Dans Anniversary, son rôle reste le même. Cependant, Natla est représentée comme plus grande, et ayant un corps plus maigre, ainsi que des cheveux beaucoup plus longs, une peau plus pâle et des longs doigts et ongles. Elle conserve tout de même sa blondeur.
Dans ce jeu, elle se décrit également comme immortelle, et explique qu'elle cherche à mettre en place le Septième Âge.
Dans Tomb Raider: Legend, quelques caisses contenant le logo Natla Industries peuvent être vues au niveau final. Avant la sortie de Tomb Raider: Underworld, il n'était pas connu au joueur qu'Amanda Evert, la propriétaire des caisses, avait des relations avec Natla.
Jacqueline Natla apparaît à nouveau dans Tomb Raider: Underworld, en tant que prisonnière d'Amanda Evert, enfermée dans une capsule de stase sur le bateau d'Amanda. Elle informe également Lara qu'Helheim et Avalon ne sont qu'un même lieu, et qu'elle a besoin des reliques de Thor pour y accéder. Après que Lara a exploré l'île Jan Mayen pour retrouver le marteau de Thor, Natla est retrouvée par l'héroïne dans le second bateau d'Amanda, dans la mer d'Andaman. Lara affronte et menace Natla de la tuer, mais s'arrête quand la déesse lui explique qu'un rituel doit être effectué pour ouvrir les portes de Helheim (situé dans l'Océan Arctique) ; un rituel que seule elle-même connaît. Réalisant qu'elle n'a pas le choix si elle veut entrer à Helheim/Avalon, Lara brise alors la capsule, permettant à Natla de s'échapper. Après être arrivée à Avalon, Natla révèle qu'elle manipulait Lara pour atteindre un ancien mécanisme appelé Serpent de Midgard pour mettre en place le Septième Âge. Lara parvient à détruire le système, et jette le marteau de Thor sur Natla, ce qui cause une explosion qui propulse Natla dans l'eitr.
Dans L'Ombre de Lara, peu de temps après les événements d'Underworld, Natla est retrouvée, en vie, s'étant échappée de l'eitr. Bien que ressemblant à un thrall, elle conserve son esprit. Le doppelgänger amène Natla à une machine qui avait été utilisée pour la créer. Le doppelgänger active alors la machine, et Natla lui donne deux derniers ordres : tuer Lara Croft, et s'ôter la vie après cette tâche. Après avoir été libérée du contrôle de Natla par Lara, le doppelgänger détruit la machine, ce qui entraîne la chute de Natla dans les débris. Natla est pour la dernière fois vue bloquée dans un bassin se remplissant d'eitr, plaidant pour de l'aide pendant que le doppelgänger la fixe.

## Larson Conway
Épisodes d'apparition : Tomb Raider, Tomb Raider : Sur les traces de Lara Croft et Tomb Raider: Anniversary.
Larson Conway est né à Little Rock, Arkansas, États-Unis, en 1967. En 1995, il travaille avec Pierre Dupont dans le but d'acquérir la Pierre Philosophale à Rome (voir Sur les traces de Lara Croft). Il rencontre Lara pendant un opéra, pour échanger la Pierre de Mercure contre de l'argent. Alors que Lara se prépare à avoir une valise pleine de monnaie, Pierre fait son apparition avec un pistolet, dirigé vers la tête de Lara - voulant prendre l'argent et garder la pierre. Pendant que Larson et Pierre commencent à s'échapper, Lara fait voler la pierre de la main de Larson du balcon jusqu'à la scène. S'échappant de l'opéra, Lara saute sur un scooter avec les deux hommes à ses trousses. Se faufilant sous une porte à moitié fermée, Larson et Pierre continuent à suivre Lara à travers Rome, pendant qu'elle obtient trois autres pierres, pour ouvrir le chemin à une passerelle qui la mènera à la Pierre Philosophale. Après avoir trouvé la pierre finale, Lara est affrontée par Larson et les deux gardes hors de la salle de la pierre. Blessant Larson, Lara remarque trois gargouilles s'animant du bâtiment contenant la pierre. Malgré ses avertissements, Larson refuse de la croire avant qu'il ne soit trop tard, et est balloté à travers le jardin. Il est représenté comme étant une sorte d'idiot, chose que Pierre attribue à un "coup qu'un cheval lui aurait donné à la tête" à un moment de sa vie.
En 1996, Larson rencontre Lara en Inde, au nom de Jacqueline Natla, PDG de Natla Technologies (voir Tomb Raider). Après que Lara a retrouvé un morceau du Scion atlante au Pérou, Larson l'embusque dans une tentative de voler l'artefact. Lara le vainc, et celui-ci avoue que Natla a envoyé Pierre Dupont sur la piste d'un second fragment. Plus tard dans le jeu, Larson attaque Lara en Égypte, juste avant que l'aventurière obtienne le morceau final, et elle le tue dans le combat.
Larson revient dans le remake de Crystal Dynamics du jeu original, Tomb Raider: Anniversary, où il est doublé en version originale par Dave Wittenberg. Larson a un corps plus musculeux comparé à l'original, et porte maintenant une chemise bleu foncé, à la place de la rouge. Il a également une coupe de cheveux différente, et est équipé d'un fusil.
Dans la cinématique d'ouverture, où Lara est embauchée par Natla pour trouver le Scion atlante, elle reconnaît Larson, et semble l'avoir déjà vu auparavant. Son personnage dans ce jeu est plus sympathique, bien que restant un ennemi. Il semble être disposé à tuer, bien qu'il exprime des regrets dans des QTE, après avoir tué Lara.
Cette réticence de tuer l'aventurière apparaît clairement au Pérou, où lui et Lara sont engagés dans un combat. Larson tente de frapper ou d'assommer Lara, et n'utilise son fusil que lorsqu'il n'a plus le choix. Après avoir trouvé le dernier morceau du Scion en Égypte, le groupe de Natla embusque Lara, et pendant qu'elle s'échappe des hommes de celle-ci, Larson empêche "Le p'tit" de lui tirer dessus, et vise par lui-même. Cependant, au dernier moment, il vise à la droite de Lara, et tire, ne la touchant pas. De plus, quand l'héroïne tente de s'enfuir, Kold et "Le p'tit" essaient respectivement de poignarder et tirer sur Lara, alors que Larson veut seulement l'assomer.
Dans les Mines de Natla, Larson se montre, empêchant Lara d'aller plus loin, et lui disant que Lara n'irait pas jusqu'à le tuer pour simplement finir son travail, parce que ce n'est pas elle. Cependant, l'obsession de Lara avec le Scion la pousse à tuer Larson, qui, à chaque fois qu'elle tire, essaie de relever son arme pour se défendre. Finalement, il s'écroule au troisième coup. Juste avant de mourir, il tend sa main en direction de Lara.
Un commentaire déverrouillable du jeu affirme que les deux avaient une certaine attirance entre eux, et Lara a été profondément perturbée après ses actions.

## Amanda Evert
Épisodes d'apparition : Tomb Raider Legend et Tomb Raider: Underworld.
Amanda Evert était l'une des amies de Lara à l'université. Un peu avant les événements de Tomb Raider Legend, Lara, Amanda et un groupe d'amis (Kent, Jason, Sarah, Oscar) allèrent faire des fouilles dans des souterrains au Pérou. Mais les membres de l'équipe furent tous tués par une entité mystérieuse qui traqua Lara et Amanda les dernières survivantes. Lara rejoint Amanda dans une salle, la créature à ses trousses. Amanda pensa que la pierre enchâssée dans un mur ouvrait l'autre porte de la salle. Lara s'y opposa, craignant que la porte soit piégée. Amanda retira la pierre, ce qui eut pour effet de faire disparaître la créature, mais qui activa aussi un piège. Lara et Amanda coururent, mais un éboulement fut provoqué et le pied d'Amanda fut coincé. Lara voulut l'aider, mais fut bloquée par une herse. La salle fut inondée et de nouveaux rochers ensevelirent Amanda. Lara fut contrainte de partir, Amanda présumée morte...
Mais dans Tomb Raider Legend, l'on découvre qu'Amanda a survécu grâce au pouvoir de la Pierre Spectrale. Depuis, Amanda peut contrôler l'entité et se servir de son sombre pouvoir. Dans ce jeu, le but d'Amanda est d'aller à Avalon par l'intermédiaire du cercle de Bolivie, en tout point semblable à celui du Népal. Pour cela, Amanda fait équipe avec Ruthland et recherche les fragments d'Excalibur, afin d'activer le cercle. Depuis les événements au Pérou, Amanda est pleine d'animosité envers Lara. À la fin du jeu, après que Lara a tué Ruthland, Amanda fusionne avec l'entité de la Pierre Spectrale pour vaincre Lara et activer elle-même le socle, mais Lara triomphe. Alors que Lara active le socle, on découvre que la portail est temporel et que de l'autre côté se trouve une scène du passé, celle du moment où la mère de Lara avait activé l'épée. Lara comprend que la même connexion s'est faite au Népal, alors qu'elle avait neuf ans, et que c'est la discussion du futur (qu'elle vit en ce moment) qui a poussé Amélia à activer le socle. Lara tente de dissuader sa mère, mais Amanda crie à Lara de retirer l'épée, et c'est malheureusement Amélia qui s'exécute de l'autre côté du portail, ce qui détruit le cercle et le socle. Lara confisque la Pierre Spectrale à Amanda et s'en va.
Dans Tomb Raider: Underworld, Amanda est de retour et fait équipe avec Natla. Ceci s'explique par la fait qu'Amanda veut toujours accéder à Avalon, mais Natla ne lui a pas dit que si les portes d'Avalon s'ouvre, Ragnarök sera mis en place. Quoi qu'il en soit, Amanda et Natla cherchent les Gantelets de Thor, sa ceinture pour prendre le marteau qui ouvrira les portes d'Avalon (qui est, en fait, Helheim). Lara récupère les Gantelets, dont le dernier dans son manoir, mais un sosie de Lara (doppelgänger), sur les ordres d'Amanda, s'infiltre dans le manoir et vole la Pierre Spectrale et tue Alister. Après que Lara a pris le Marteau, elle part libérer Natla d'Amanda pour qu'elle puisse la guider dans sa quête de Helheim. Amanda tente d'arrêter Lara avec sa Pierre Spectrale, mais le sosie l'en empêche. Dans l'Océan Arctique, Lara se fait trahir par Natla et le sosie s’apprête à l'exécuter, quand Amanda arrive et met le sosie hors d'état de nuire avec la Pierre Spectrale. Amanda a compris que Natla s'est jouée d'elle et décide de faire équipe avec Lara pour empêcher Ragnarök. Des yétis arrive et Amanda les affronte. Après quoi, Amanda est obligée de fuir, du fait de l'épuisement de la Pierre Spectrale. Lara, quant à elle, a détruit le dispositif de Ragnarok, mais les deux femmes vont mourir, car la sortie est bloquée. Mais Lara active le cercle de pierre de la caverne pour partir, pensant que cela les transporterait au Népal. Lara remet en place un pilier et c'est Amanda qui est chargée de retirer l'épée et de tendre la main à Lara, pour qu'elle puisse partir aussi. Amanda est tentée de laisser Lara, mais y renonce et les deux femmes sont téléportées au Népal. Amanda s'en va alors de son côté, faisant amende honorable...

## Pierre Dupont
Épisodes d'apparition : Tomb Raider, Tomb Raider : Sur les traces de Lara Croft et Tomb Raider: Anniversary.
Pierre Dupont est né à Nantes, en France, en 1951. En 1995, il travaille avec Larson Conway dans le but d'acquérir la Pierre Philosophale, à Rome (voir Sur les traces de Lara Croft). Il rencontre Lara Croft, durant un opéra, dans les mêmes circonstances que son acolyte. Après la poursuite dans la ville italienne, Lara se retrouve au Colisée. À l'intérieur de celui-ci, l'héroïne glisse le long d'un rebord, avec Pierre se tenant juste au-dessus d'elle. Elle accepte de ne pas poser un doigt sur lui, s'il l'aide, mais le trompe en le faisant tomber du rebord.
Plus tard, en 1996, Pierre est engagé par Jacqueline Natla pour retrouver la seconde partie du Scion en Grèce (voir Tomb Raider). Cependant, il est suivi dans la Folie St-François par Lara, et essaie de la tuer à de nombreuses occasions. Après que Lara est arrivée à la tombe de Tihocan, elle rencontre Pierre, et les deux engagent un combat pour obtenir l'artefact. La bataille finit lorsque Pierre tombe, mort.
Dans Anniversary (remake de Tomb Raider), Pierre espionne Lara dans quelques niveaux, jusqu'à ce qu'elle atteigne la tombe de Tihocan. À ce moment, Pierre révèle qu'il a obtenu le morceau avant Lara et pointe son revolver sur la tête de Lara pour la forcer à lui donner un autre morceau du Scion (provenant de la tombe de Qualopec) que possède Lara. Alors qu'elle se libère, et que Pierre court hors de la tombe avec l'artefact, les deux statues de centaures prennent vie et attaquent Pierre qui, dans un moment de peur, lance le morceau à Lara, espérant que l'attention des créatures se reporte sur elle. Malheureusement pour lui, ils décident de le tuer avant de se tourner vers l'aventurière. Dans cette version, Lara ne tue donc pas Pierre Dupont. De plus, dans les jeux originaux, Pierre a les cheveux longs, alors qu'il est chauve dans Anniversary.

## Winston Smith
Épisodes d'apparition : Tomb Raider, Tomb Raider : La Dague de Xian, Tomb Raider : Les Aventures de Lara Croft, Tomb Raider : Sur les traces de Lara Croft,  Tomb Raider : Legend, Tomb Raider: Anniversary et Tomb Raider : Underworld.
Winston Smith est le majordome de Lara, souvent vu au Manoir des Croft. Il joue rarement un rôle dans le scénario des jeux, et est plutôt aperçu dans la demeure de Lara -- qu'il suit d'ailleurs durant les deuxième et troisième volets. Durant ceux-ci, il transporte un plateau avec des tasses bleues, et semble souvent émettre des flatulences et des gémissements. Il est cependant possible de l'enfermer dans une chambre froide, pour ne pas gêner le joueur.
Dans Tomb Raider : Sur les traces de Lara Croft, il s'assoit autour d'une table avec quelques amis de Lara, et se souvient de ses aventures passées. Il raconte comment Lara a trouvé la Pierre Philosophale à Rome, alors qu'elle était suivie par Larson Conway et Pierre Dupont. Il explique également comment Lara a volé l'Iris du bâtiment de la compagnie Von Croy, à New York.
Dans Tomb Raider: Legend, il se tient devant la cheminée du Manoir des Croft, et donne des conseils à Lara durant des cinématiques. Il apparaît également dans le niveau du manoir de Tomb Raider: Anniversary.
Winston apparaît durant le prologue, et le niveau de la crypte du manoir des Croft dans Tomb Raider: Underworld. Quand Lara comprend qu'un des gantelets de Thor se situe dans la tombe de son grand-père, Winston révèle un passage secret dans la "salle informatique", qui mène à la crypte familiale des Croft. Lui, Lara, Zip et Alister enquêtent dans la crypte, et trouvent un nouveau passage sous la tombe du grand-père de Lara, qui permet ensuite à celle-ci de trouver le deuxième gantelet. Pendant ce temps, Winston et Zip sont attaqués par le doppelgänger de Lara, envoyé par Natla et Amanda pour retrouver la Pierre Spectrale, et le manoir prend alors feu. Winston et Zip essaient ensuite de s'échapper par la porte principale, quand Lara apparaît. Winston empêche Zip de tirer sur l'aventurière, qu'il a confondu avec le doppelgänger. Lara ordonne alors aux deux de sortir du Manoir. Winston attend les autorités avec Zip, quand Lara revient avec le corps d'Alister, mort, tué par le doppelgänger. Lara annonce aux deux qu'elle part pour le Mexique, dans le but de trouver la ceinture de Thor et tuer Natla. Winston n'est plus vu durant le reste du jeu.

## Werner Von Croy
Épisodes d'apparition : Tomb Raider : La Révélation finale, Tomb Raider : Sur les traces de Lara Croft, Tomb Raider : L’Ange des ténèbres.
Werner Von Croy est un archéologue et explorateur de renommée mondiale, ainsi que l'ancien mentor de Lara Croft. Il est né à Vienne, en 1940. Quand Lara avait seize ans, Von Croy l'emmena avec lui à Angkor Vat, au Cambodge, pour sa toute première aventure en 1984. Cette partie fait office de niveau d'entraînement dans Tomb Raider : la Révélation finale. Le but de cet exercice était d'instruire Lara sur des techniques d'exploration, ainsi que de lui insuffler un respect pour le passé. Ironiquement, Von Croy montre son vrai visage à la vue de l'Iris, quand il manque totalement de respect envers le temple. À la fin du niveau, Von Croy est laissé, enfermé dans le sanctuaire qui s'écroule alors qu'il tentait de s'emparer de l'Iris, pendant que Lara s'échappe.
Quinze ans après, Von Croy rencontre Lara à nouveau ; cette fois-ci, ils sont en compétition pour obtenir l'Amulette d'Horus, dans la Tombe de Seth de la Vallée des rois. Pendant les événements du jeu, Von Croy est possédé par le dieu Seth, comme un esclave à travers lequel le dieu peut compléter ses objectifs. Il sera libéré de son emprise vers la fin du jeu et, mettant de côté sa rivalité avec Lara, tente de la sauver de la Grande Pyramide, dont la sortie s'écroule. Malheureusement, il n'y parvient pas et l'aventurière reste prisonnière.
Rongé par les remords, il tente depuis de la libérer du site avec l'aide d'ouvriers, comme on l'apprend dans Sur les traces de Lara Croft. En parallèle, cet épisode raconte comment, quelques années plus tôt, Lara pénètre dans les bureaux qu'il dirige à New York pour lui voler l'Iris. C'est ce même artefact que tous deux recherchèrent à Angkor et que Von Croy avait réussi à récupérer. À la fin de l'épisode, sur le chantier de fouille égyptien, des ouvriers informent l'archéologue avoir découvert le sac-à-dos de Lara. Celle-ci, qui a réussi à s'en tirer, nourrit depuis une rancune envers lui.
Il meurt à Paris au début du jeu L'Ange des ténèbres, devant Lara, qui sera pourchassée pour meurtre.